# Cerys Matthews
Cerys Elizabeth Matthews, MBE (* 11. dubna 1969) je velšská zpěvačka. Ve svých devíti letech začala hrát na kytaru a svou kariéru zahájila počátkem devadesátých let jako zakládající členka skupiny Catatonia. Se skupinou vystupovala až do jejího rozpadu v roce 2002. Mimo to v roce 1999 zpívala s Tomem Jonesem v písni „Baby, It's Cold Outside“ z jeho alba Reload. O dva roky později hostovala v písni „Cyclops Rock“ z alba Mink Car skupiny They Might Be Giants. Později vydala několik sólových alb. V žebříčku 100 velšských hrdinů se umístila na 71. příčce. V roce 2014 byla oceněna Řádem britského impéria.